# بالدیسرو دآلبا
بالدیسرو دآلبا (به ایتالیایی: Baldissero d'Alba) یک کومونه در ایتالیا است که در استان کونیو واقع شده‌است.

## خصوصیات
بالدیسرو دآلبا ۱۵٫۰ کیلومترمربع مساحت و ۱٬۰۸۳ نفر جمعیت دارد و ۳۸۰ متر بالاتر از سطح دریا واقع شده‌است.